# ماچئی میکووایچیک
ماچئی میکووایچیک (لهستانی: Maciej Mikołajczyk؛ زادهٔ ۲۱ سپتامبر ۱۹۸۴) بازیگر اهل لهستان است.
از فیلم‌ها یا مجموعه‌های تلویزیونی که وی در آن‌ها نقش داشته‌است، می‌توان به مفقودشدگان، خیوکا، کارآگاهان جنایی، خانواده جایگزین، پرستار کودک، ماگدا ام.، ع چون عشق، در خیابان سپولنی، دو روی سکه، کاتین، آدم‌کشی، یک قلب گرم، در خوشی و سختی، طایفه، لندنی‌ها، دوران افتخار، پدر متیو، خانه کشیش، قانون حقیقی، عشق اول، مأموریت افغانستان، مرز، خیوکا، تاج پادشاهان، جهان به روایت خانواده کیپسکی، کربلا، رنگ‌های خوشبختی، کمیسر آلکس، پزشکان، جسم خارجی و ژنرال نیل اشاره نمود.